# Punta del Este

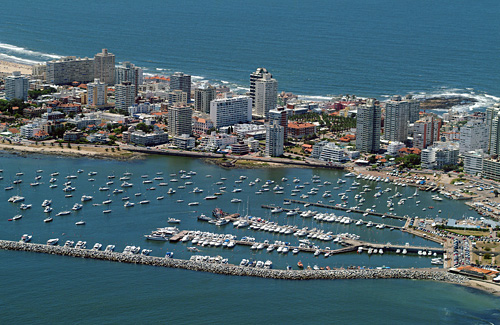
Porto

Punta del Este è uno dei principali centri turistici dell'Uruguay. È una località che sorge sopra una penisola che si immerge nel mare, circondata da un lato dalle onde dell'Oceano Atlantico e dall'altro dall'ampio estuario del Río de la Plata. È ubicata nel dipartimento di Maldonado, a soli 7 km dalla capitale del distretto, Maldonado, con la quale forma ormai un unico conglomerato urbano, e a circa 140 km dalla capitale del paese, Montevideo. Ha una popolazione residente di soli 9 277 abitanti, ma nel periodo estivo le presenze arrivano a superare le 150 000 persone.

## Storia
Nel 1516 il navigatore spagnolo Juan Díaz de Solís battezzò il posto come Capo di Santa Maria. Le prime costruzioni nella penisola furono il corpo di guardia e la polveriera della batteria di San Fernando, costruiti tra il 1765 e il 1766. Anni dopo, nell'anno 1829, il capo fu rinominato Villa Ituzaingó da Francisco Aguilar, in ricordo della vittoria contro le forze imperiali brasiliane del 1827  Aguilar sviluppò i piani della futura città e realizzò diverse opere.
Nel 1829 Aguilar ricevette il titolo di alcalde del comune di Maldonado e, nel 1834, fu nominato amministratore delle poste. Nel 1840 fu eletto senatore della Repubblica, morendo poi lo stesso anno. Dal suo incarico di alcalde del dipartimento di Maldonado diede impulso alla costruzione di numerose scuole, chiese ed istituzioni. La abbondanza di balene nelle coste era tale che, durante la presidenza di Fructuoso Rivera gli si concesse il diritto esclusivo di pescare questi animali nel porto di Maldonado e in tutte le coste dello Stato, per la somma di 75 pesos ogni sei mesi.
Nel 1889 si costruì il primo hotel, di proprietà di Pedro Risso. Già in questo periodo si cominciò a vedere Punta del Este come un luogo di riposo e terapia, sfruttando le bellezze naturali che offriva la penisola. Nel 1906 Punta del Este contava 492 abitanti, 111 case costruite, 20 in costruzione e 300 in progetto. Molti dei suoi abitanti già sognavano di promuovere iniziative per fare di Punta del Este una stazione balneare simile a quelle europee di Biarritz e Brighton. Nel 1907 giunsero i primi villeggianti a bordo del vaporetto "Golondrina", un gruppo di famiglie argentine e uruguaiane invitate dalla società "Balneario Punta del Este".
Punta del Este nacque come paese il 5 luglio 1907, quando il presidente Claudio Williman promulgò la legge N° 3.186. Nel 1909 si iniziò la costruzione della chiesa di Punta del Este e, sette anni dopo, nel 1916 il paese fu illuminato con il primo impianto elettrico. Nel 1924 fu fondato lo Yacht Club di Punta del Este.
Uno dei momenti cruciali nella storia del centro balneare fu il 1951, quando, grazie all'impulso dell'uomo d'affari argentino Mauricio Litman, si realizzò il primo Festival Internazionale del Cinema di Punta del Este nel Cantegril Country Club. Arrivarono numerose figure internazionali, tra le quali Silvana Mangano, Joan Fontaine e Gérard Philipe. Dopo le due edizioni iniziali, il Festival del Cinema di Punta del Este cessò di esistere fino al 1998, quando risorse con rinnovato vigore.

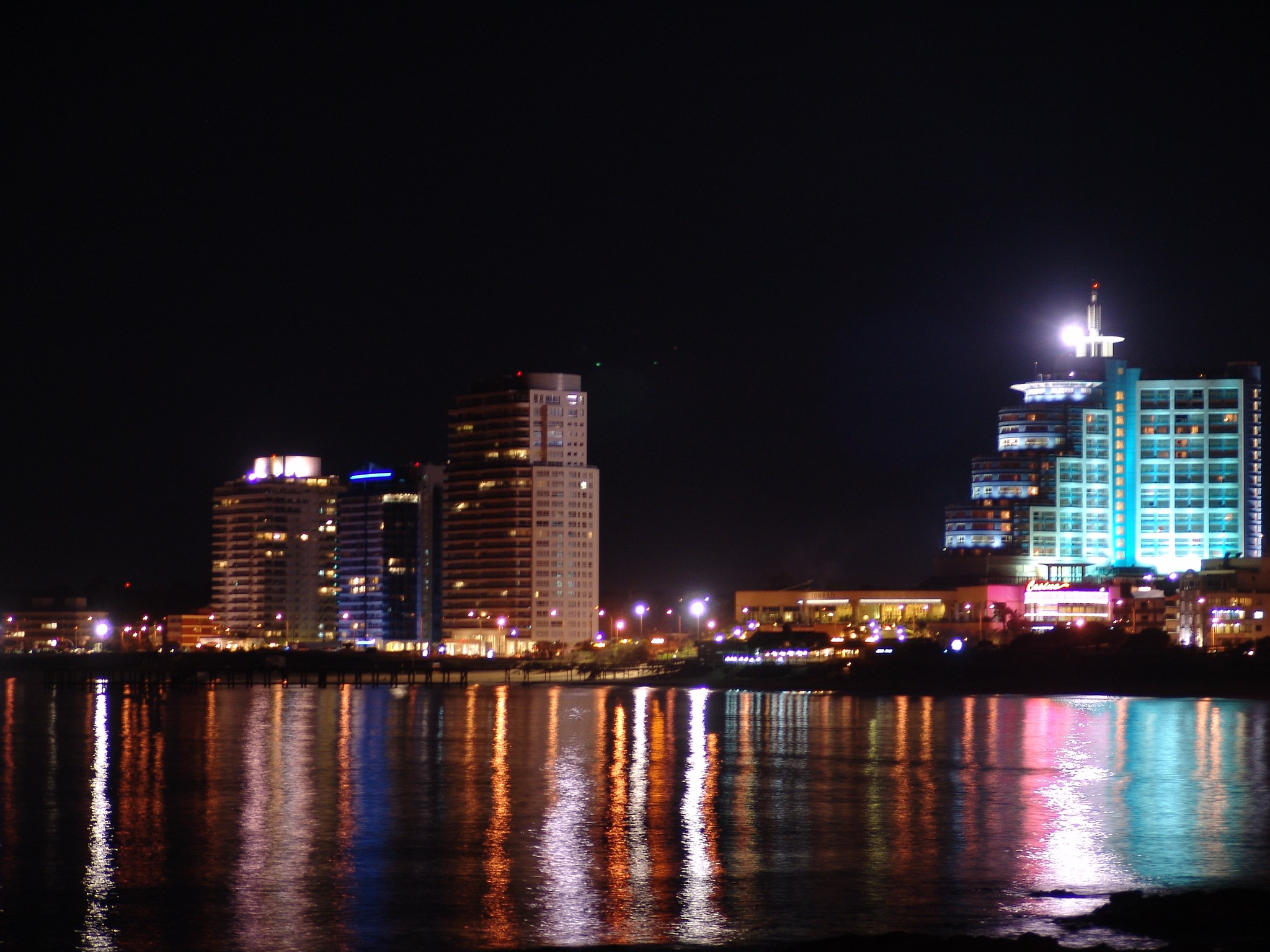
Vista notturna.

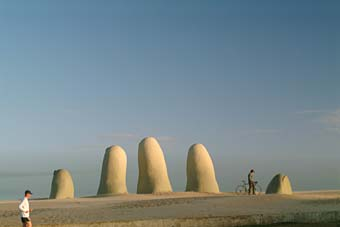
Monumento all'affogato. Le Dita di Punta del Este

## Turismo
Punta del Este è una delle più importanti ed esclusive località balneari dell'America del Sud, così come un punto di incontro del jet set internazionale. È collegata a Montevideo da un servizio regolare di autobus, oltre che da un'ottima rete stradale. Diverse compagnie la collegano per via marittima a Buenos Aires e alla stessa Montevideo, attraverso il Río de la Plata. Dal vicino Aeroporto Laguna del Sauce (Codice IATA = PDP) partono voli regolari con le città di Buenos Aires, Montevideo, Asunción, Santiago del Cile e San Paolo.
La città dispone di una vastissima offerta alberghiera. Conta inoltre un numero elevato di ristoranti, che offrono anche cucina francese, giapponese o araba; i villeggianti hanno inoltre a disposizione un'ampia scelta di locali e casinò.
Negli ultimi anni, forse anche per colpa della forte crisi economica che ha colpito i paesi rioplatensi nel 2002, la sua fama di posto di villeggiatura costoso si è un po' affievolita; l'offerta alberghiera e gastronomica si è quindi orientata verso un migliore rapporto tra qualità e prezzo.

### Spiagge di Punta del Este
Grazie alla sua privilegiata situazione geografica, a Punta del Este si trovano spiagge per tutti i gusti. Le più conosciute sono Playa Mansa (spiaggia calma) e Playa Brava (spiaggia selvaggia); entrambe fanno onore al proprio nome. La “Mansa”, affacciata sulla Baia di Maldonado e sull'Isola di Gorriti, dalla parte peninsulare rivolta al Rio de la Plata, offre acque tranquille. La “Brava”, dalla quale si vede in lontananza la Isla de Lobos, è riservata a quelli che amano le acque più agitate dell'Oceano Atlantico. In inverno le sue onde attirano i praticanti di windsurf.

### Casapueblo
L'edificio chiamato "Casa Pueblo", opera del pittore e scultore uruguayano Carlos Páez Vilaró, è un vero simbolo di Punta del Este, e la sua singolarissima architettura ha fatto di esso una delle principali attrazione della città. La sua costruzione durò 36 anni. Si trova nella zona di Punta Ballena, ad ovest di Punta del Este, a pochi chilometri dal centro della città.
È universalmente considerata una "scultura abitabile". Al suo interno ha diversi saloni rivolti al mare, nei quali si svolgono continuamente esposizioni di scultura, pittura e arte ceramica. Il posto è famoso anche perché vi si può osservare il sole tra i suoi elementi architettonici nelle varie ore del giorno. All'interno di “Casa Pueblo” esiste anche un complesso alberghiero.

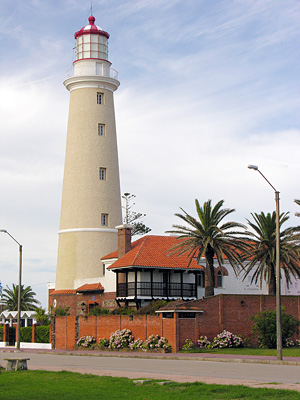
Faro di Punta del Este.

### Il faro
Alto 45 m, fu costruito nel 1860 da Tomás Libarona, con materiali provenienti dall'Europa. Il suo scopo originario era quello di facilitare l'orientamento ai marinai che solcavano l'Oceano Atlantico e il Rio de la Plata. È possibile oggi salire i 150 gradini della sua scalinata a spirale.

### Isola di Gorriti
L'isola ha una superficie di 21 ettari che può essere percorsa dai turisti che ogni giorno vi sbarcano attraverso un servizio regolare di traghetti, e dispone di due spiagge, Puerto Jardín e Playa Honda. L'isola è un porto naturale per le imbarcazioni che vi attraccano ed è un posto ideale per la pratica degli sport acquatici. Gorriti fu conosciuta in passato: "Isola delle Palme" e "Isola di Maldonado". A metà del XVIII secolo giunse come prigioniero su di essa il capitano Don Francisco Gorriti, che impose alla fine il proprio nome all'isola.

### Isla de Lobos

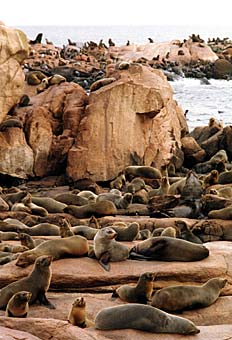
Leoni marini sudamericani nell'Isla de Lobos.

Nei suoi 41 ettari di superficie rocciosa si trova la colonia più grande di leoni marini sudamericani di tutta l'America del Sud, di fronte alla costa oceanica di Punta del Este, a 12 km da essa.
Fu scoperta da Juan Díaz de Solís nel 1516. Le leggende narrano che alcuni marinai vi sbarcarono per cacciarvi 66 lupi marini, che sarebbero stati l'unico alimento per il viaggio di ritorno, portando inoltre con sé la pelle degli animali da vendere al mercato di Siviglia.

### La Barra de Maldonado
Negli anni '40 La Barra era un villaggio di pescatori, prima che gli abitanti della vicina città di San Carlos cominciassero a costruirvi le loro residenze estive.
Oggi è conosciuta anche per il "Ponte Ondulato", per via dell'opera civica costruita su progetto di Leonel Viera nel 1965 alla foce del torrente Maldonado. Il torrente è oggi utilizzato per la pratica degli sport nautici e per la pesca sportiva.

## Curiosità
- Punta del Este ricorre spesso nei romanzi dello scrittore uruguayano Mario Benedetti, come Grazie per il fuoco o Impalcature (Andamios).